# Шаукат Азіз
Шаукат Азіз (урду شوکت عزیزشوکت عزیز) — пакистанський державний діяч. Колишній міністр економіки та прем'єр-міністр Пакистану.

## Біографія

### Ранні роки
Народився 6 березня 1949 року у Карачі. Він отримав початкову освіту у своєму рідному місті, потім закінчив коледж в Равалпінді у 1967 році. У 1969 році Шаукат почав свою кар'єру в якості банківського працівника в Карачі, багато подорожував. Був у різних країнах, серед яких Греція, США, Велика Британія, Малайзія та Сінгапур. Згодом став президентом банку Citibank. У загальній складності Азіз провів 30 років життя у сфері глобальних фінансових операцій.

### Міністр фінансів
Він був призначений міністром фінансів в уряді Пакистану в листопаді 1999 року, невдовзі після того, як пакистанська армія здійснила військовий переворот. Як міністр фінансів, Шаукат домігся великих успіхів у процвітання економіки країни. Йому розширили повноваження, і він став відповідальним за управлінням фінансів, економіки, статистики, планування, розвитку і доходів держави. Азіз також був головою Економічного координаційного комітету в Кабінеті Міністрів, головою Виконавчого комітету Національної економічної ради і Головою урядового комітету з приватизації. Став сенатором у 2002 році.
У той же час Шаукат Азіз був підданий критиці за його політику скорочення процентної частки держави в державному секторі, але він стверджував, що провів ці реформи з метою поліпшення економічного клімату країни, коли вона була на грані краху. Інше звинувачення щодо Шауката Азіза було в тому, що як міністр фінансів він не проводив політику допомоги бідним верствам населення. Проте в період його роботи міністром економіка зростала на 6,4 % в рік. Вперше в історії Пакистану збір доходів збільшився приблизно на 40 відсотків, хоча цей успіх в значній мірі був зумовлений сотнями мільйонів доларів у вигляді позик і допомоги з боку США за те, що Пакистан приєднався до війни з терором. Крім того, незважаючи на низку внутрішніх і зовнішніх лих, економічна ситуація в Пакистані значно покращилася і резерви збільшилися до 10,560 млрд дол. на 30 червня 2004 року (в порівнянні з 1,2 млрд дол. США на жовтень 1999). Валютний курс став стабільним і передбачуваним. Інфляція знизилася до 3,5 % за 3 року (порівняно з 11-12 % у 1990 році).
Шаукат Азіз приділив особливу увагу розвитку порту в Гвадарі та зіграв важливу роль у становленні цього міста одним з основних портів країни.

### Прем'єр-міністр
У 2004 році Азіз став правою рукою генерала Мушаррафа. Робота Шауката Азіза у якості міністра вразила олігархічну верхівку Пакистану, насамперед Чоудхрі Шуджат Хусейна. Після відставки Зафарулла Хан Джамалі Хусейн бачив Азіза на посаді прем'єр-міністра, це рішення підтримав президент Первез Мушарраф, вважаючи Азіза найкращім для себе кандидатом. Проте Азіз не був членом Національної Асамблеї, а був членом сенату. Як вимагає конституція, прем'єр-міністр мав бути членом Національної асамблеї. Посаду прем'єр-міністра займав Чоудхрі Шуджат Хусейн, в той час Азіз виконуючи конституційну вимогу балотувався у нижню палату парламенту одразу у двох округах Тхарпаркарі та Аттоку.
Під час агітації 29 липня 2004 року Азіз пережив замах на вбивство в маленькому містечку Фатех-Янг в окрузі Атток. Смертник підірвався біля машини, в якій мандрував Азіз, вбивши водія та вісім перехожих. Проте Азіз не постраждав та продовжив кампанію, він виграв в обох виборчих округів. Оскільки він міг зберегти лише одне місце, Азіз негайно звільнив своє місце у Тхарпаркарі, вважаючи за краще представляти Атток, де він виграв 76 156 голос проти 29 497.
27 серпня 2004 року парламент обрав Азіза прем'єр-міністром, за нього проголосувало 191 депутат Національної асамблеї з 342. Наступного дня він вступив на посаду, зберігши за собою також посаду міністра фінансів. В його уряді з'явилося багато нових облич, які розпочала успішну політичну кар'єру. Зокрема Хіна Раббані Хар (міністр економіки), Хуршид Махмуд Касурі (міністр закордонних справ), Абдул Хафіз Шейх (міністр інвестицій) та Ата ур Рахман (науковий радник).
Азіз залишив свою посаду 16 листопада 2007 року, наприкінці парламентського терміну, і став першим прем'єр-міністром Пакистану, який залишив свою посаду після закінчення п'ятирічного парламентського строку.